# Ngô Đình Diệm

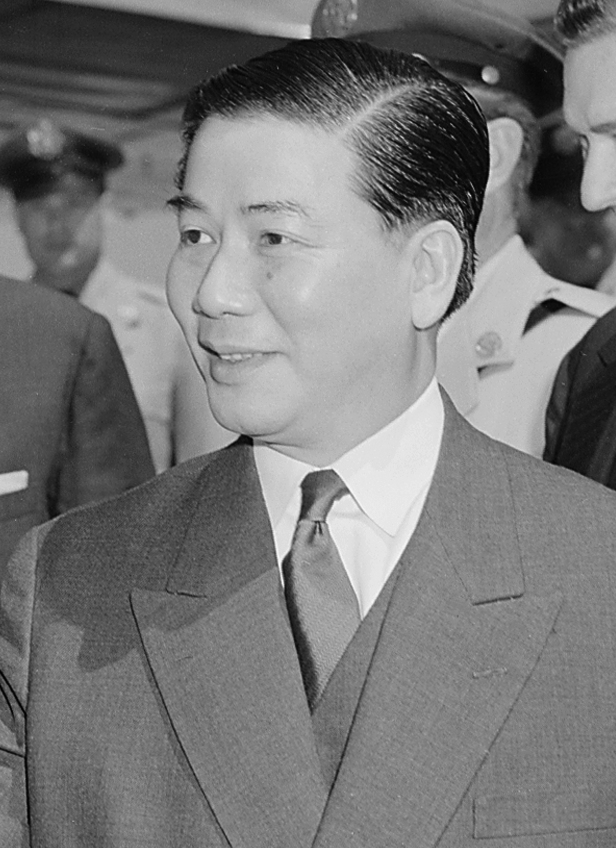
Ngô Đình Diệm (1957)

Ngô Đình Diệm (Hán Nôm 吳廷琰, eigentlich Jean-Baptiste Ngô Đình Diệm; * 3. Januar 1901 in Huế; † 2. November 1963 in Saigon-Cholon) war der diktatorisch regierende erste Präsident der Republik Vietnam von 1955 bis 1963.

## Lebensweg

### Jugend und Ausbildung
Diệm wurde in der Stadt Huế, der alten Hauptstadt der Nguyễn-Dynastie, geboren. Die Familie Ngô gehört zum katholischen Adel Vietnams. Einer seiner Brüder, Pierre Martin Ngô Đình Thục, war Erzbischof von Huế, ein anderer Bruder, Ngô Đình Nhu, der zu seinen engsten Beratern zählte, galt als Anhänger des Personalismus. Diệm war glühender  Nationalist und Anti-Kommunist. In jungen Jahren wurde er Beamter in der französischen Kolonialverwaltung.

### Kabinettsposten
1933 wurde er Innenminister unter Kaiser Bảo Đại, trat jedoch nach einem Kompetenzstreit mit den Franzosen bereits wenige Wochen später wieder zurück. Während der japanisch-französischen Verwaltung wurde er von den Franzosen verfolgt, aber vom japanischen Militärgeheimdienst geschützt. Zeitweise hielt er sich 1943 im Haus des Firmenchefs der Dainan Kōshi versteckt. Aus Furcht vor einer Inhaftierung durch die Franzosen begab er sich im Juli 1944 zum japanischen Konsulat in Huế. Auf Veranlassung von Konsul Ishida Masao flog ihn die japanische Geheimpolizei Kempeitai mit einer Militärmaschine nach Saigon in das Hauptquartier der japanischen 38. Armee. Dort erreichte er im August, dass auch die beiden Söhne Cong Des nach Bangkok in Sicherheit gebracht wurden, wo sie mit Tran Trong Kim kooperierten. Im Schattenkabinett von Cong De war für ihn eine führende Stellung vorgesehen. Die Japaner setzten nach der Entwaffnung der Franzosen am 9./10. März 1945 aber überraschend weiterhin auf Bảo Đại.

### Französische Rekolonialisierung
Im Jahre 1946 kam es zu bewaffneten Konflikten der zahlreichen nationalistischen Gruppen, die, besonders im chinesisch befreiten Tongking bis zum Anrücken der Franzosen ab März 1946, mehr und mehr die Macht übernahmen. Nach der Augustrevolution lehnte er es ab, sich der Regierung von Hồ Chí Minh anzuschließen, und ging ins Exil in die USA. Dort lernte er einflussreiche Politiker kennen, bei denen er sich als anti-kommunistischer und anti-kolonialer vietnamesischer Nationalist profilierte. Diese überzeugten den US-Außenminister John Foster Dulles 1954, nach dem Ende des Indochinakriegs und dem Rückzug der Franzosen, dass Diệm der geeignete Premierminister von Südvietnam sei.

### Präsident von Südvietnam

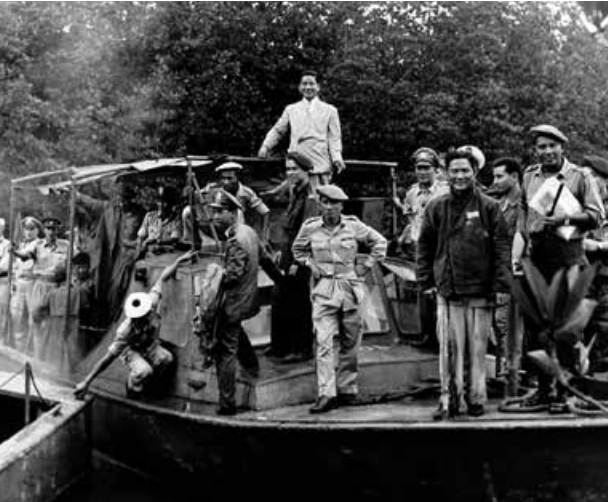
Diệm (oben) inspiziert als Präsident bei Saigon ein Marineboot (undatiert)

Gemäß dem auf der Genfer Konferenz von 1954 erzielten Verhandlungsergebnis hätten bis 1956 freie Wahlen in ganz Vietnam und danach eine Wiedervereinigung durchgeführt werden sollen. Diệm war sich jedoch mit den USA einig, dies verhindern zu wollen, da freie Wahlen zu einem Sieg der Kommunisten geführt hätten. Außenminister Dulles forderte Diệm zwar öffentlich dazu auf, für freie Wahlen einzutreten. Hinter den Kulissen versicherte man ihm, dass die amerikanische Regierung gesamtvietnamesische Wahlen als eine große Gefahr betrachte. De jure stellte man sich auf den Standpunkt, dass die südvietnamesische Regierung bei der Konferenz nicht vertreten gewesen war und deshalb an die Beschlüsse nicht gebunden wäre.
Sein Regierungsstil galt als autoritär. Zunächst wandte er sich mit Brutalität gegen die Flusspiraten des Gangsterbosses Bình Xuyên, die unter den Franzosen in Saigon Polizeigewalt ausübten und sich mit Opiumschmuggel, Prostitution und Erpressung finanzieren durften. Der sechstägige Häuserkampf in Saigon-Cholon im Mai 1955 kostete 500 Tote, 2000 Verletzte und machte 20.000 obdachlos. Dann ging er auch gegen die Sekten der Hoa Hao und der Cao-Daisten vor. Die Amerikaner honorierten seine Erfolge mit finanziellen Zuwendungen, durch die Diệm etwa 80 % des Staatshaushaltes abdecken konnte. Sein Bruder und Berater Ngô Đình Nhu ließ zur Aufbesserung der Staatsfinanzen den Opiumhandel wieder zu, dabei bediente man sich der Gangster, die die Air-Opium-Gesellschaften betrieben.
1955 ließ sich Diệm in einer manipulierten Wahl zum Präsidenten wählen (in Saigon erzielte er 135 % der abgegebenen Stimmen) und schaffte gleichzeitig die Monarchie mit dem unbeliebten ehemaligen Kaiserreich Vietnam von Bảo Đại ab. Durch die Vernichtung der kaiserlichen Garde und kaisertreuer Milizen wurden die nationalistischen Kräfte Vietnams wesentlich geschwächt.
Diệm festigte seine Herrschaft, indem er einflussreiche Positionen bevorzugt an Verwandte vergab und zwei sich gegenseitig bespitzelnde Geheimdienste aufbaute. Er begann eine brutale Kampagne gegen Kommunisten und andere tatsächliche oder vermeintliche politische Gegner. Die nordvietnamesische Regierung behauptete, dass über 65.000 Menschen inhaftiert und 2.148 getötet wurden. Laut Gabriel Kolko waren bis Ende 1958 40.000 politische Gefangene eingesperrt worden. Nach anderen unabhängigen Schätzungen wurden 150.000 Personen inhaftiert und allein zwischen 1955 und 1957 12.000 Menschen getötet.
Trotz allem galt er in der US-amerikanischen Öffentlichkeit immer noch als Alternative zu Ho Chi Minh. Man hoffte, er könne sich zum charismatischen Gegenpol entwickeln. Die Eisenhower-Administration war der machtpolitischen Ansicht, dass man angesichts seiner anti-kommunistischen Haltung über die Grausamkeiten des Regimes und die massive Korruption hinwegsehen dürfe. Südvietnam blieb von den USA vollständig abhängig und war ohne deren Hilfe nicht überlebensfähig.
Seine Ablehnung einer auch von den USA für notwendig gehaltenen Bodenreform trug dazu bei, dass Diệm in der Bevölkerung zunehmend unpopulär wurde. Durch Zwangsumsiedlungen der Landbevölkerung in Wehrdörfer, dem sogenannten Taylor-Staley-Plan, sollte dem Vietcong (NLF) die Versorgung entzogen werden. Erreicht wurde eher das Gegenteil – Diệm trieb auch diejenigen Vietnamesen, die bisher dem Sozialismus ablehnend gegenübergestanden hatten, in die Arme der NLF. Als der überzeugte Katholik Diệm, gestützt auf knapp zwei Millionen Katholiken, eine christliche Bekehrungskampagne durchführte, riefen auch noch die Buddhisten Vietnams zum Umsturz auf. Diệm, der inzwischen fast alle relevanten Gruppierungen gegen sich aufgebracht hatte, reagierte auch hier mit Verhaftungen und Hinrichtungen.
Der amerikanische Vizepräsident Lyndon B. Johnson bezeichnete Diệm 1961 noch als „Winston Churchill Südostasiens“. Allmählich begann jedoch auf der Seite der Amerikaner, die ihn weiterhin unterstützten, ein Meinungsumschwung, weil offensichtlich wurde, dass Diệms autokratische, ausufernd korrupte und repressive Regierung unfähig sein würde, Südvietnam zu vereinigen und gegen den kommunistischen Norden anzuführen.

### Opposition und Putsch

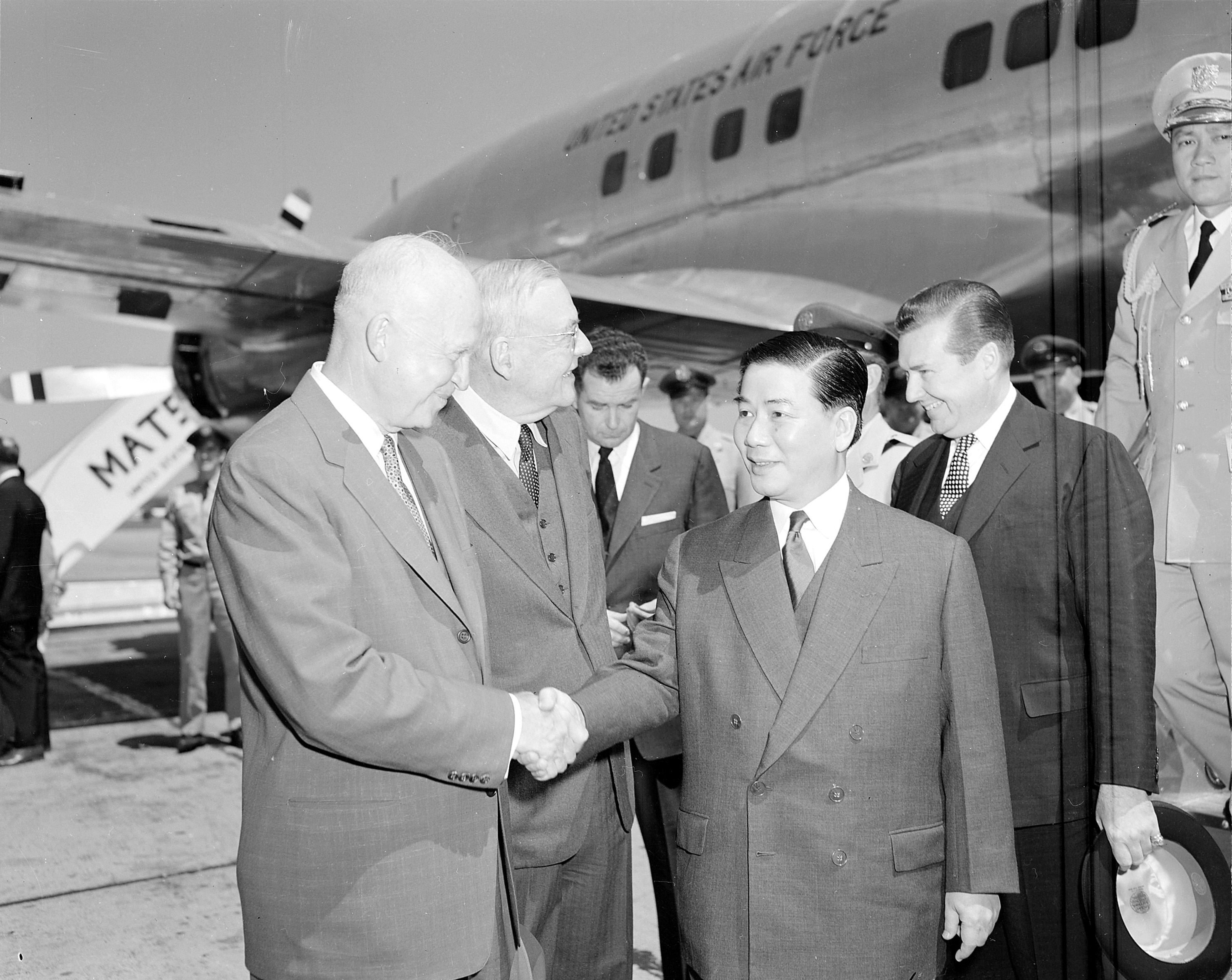
Diệm begrüßt bei seiner Ankunft auf dem Washington National Airport den US-Präsidenten Dwight D. Eisenhower; zwischen ihnen US-Außenminister John Foster Dulles (1957)

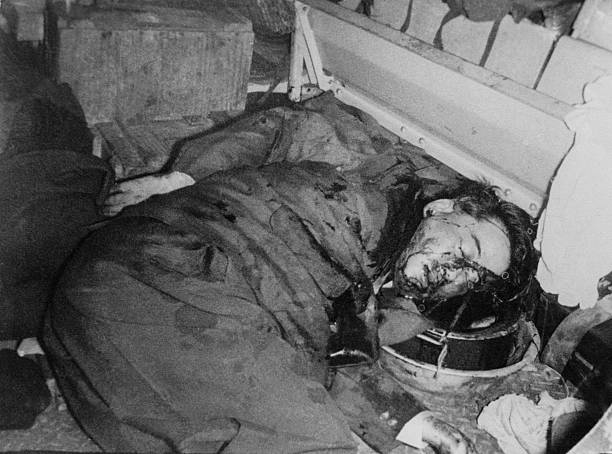
Diem nach der Ermordung (1963)

Im Jahr 1963 zeigten buddhistische Mönche anlässlich des Geburtstages von Buddha trotz Verbotes auch buddhistische Flaggen. Daraufhin ließ Diệm seine Elitetruppen in die unbewaffnete Menge schießen, neun Menschen starben. Es kam zu weiteren Demonstrationen, die auch blutig niedergeschlagen wurden. Der Mönch Thích Quảng Đức verbrannte sich selbst aus Protest vor den Augen der internationalen Öffentlichkeit. Studenten schlossen sich den Protesten an und auch die Armee war unzufrieden. Diệms zynische Kommentare hierüber, vor allem aber die seiner Schwägerin Madame Nhu, brachten auch die Partner in Washington in Bedrängnis.
Die Buddhistenkrise überzeugte die inzwischen in den USA regierende Kennedy-Regierung, dass Diệm an der Spitze Südvietnams nicht die geeignete Person war, um weiterhin für Stabilität im Sinne Washingtons zu sorgen. Kennedy berief Henry Cabot Lodge zum neuen Botschafter in Saigon mit dem Auftrag, Diệm „zur Vernunft“ zu bringen oder nach einer Alternative zu ihm zu suchen. Inzwischen freigegebene Dokumente belegen, dass amerikanische Geheimdienste den Sturz und die Ermordung Diệms aktiv herbeiführten. Bis dahin wurde behauptet, Lodge habe lediglich einigen unzufriedenen Militäroffizieren signalisiert, die USA hätten nichts gegen einen Putsch einzuwenden.
Im August schickte das Weiße Haus das Telegram 243 zur Ermutigung des US-Botschafters in Südvietnam, Optionen für eine neue Führung zu prüfen. Ende August berichtete die CIA, dass sie sich mit zum Putsch willigen ARVN-Generälen getroffen hat, welche einen Putschplan entwarfen. Angeführt werden sollte der Putsch von Dương Văn Minh. Teile der US-Führung hatten jedoch Zweifel an den Fähigkeiten der Generäle und ob dessen Regierung für die USA besser wäre, wodurch sich der Putsch verzögerte.
Am 1. November 1963 kam es schlussendlich zu einem Militärputsch von ARVN-Generälen um Dương Văn Minh. Der Putsch stieß auf wenig nennenswerten Widerstand. Erst als der Präsidentenpalast umstellt war und Diệms Eliteeinheiten entwaffnet waren, erklärte Diệm seine Bereitschaft zu Reformen und versuchte verzweifelt und vergeblich, die Unterstützung des US-Botschafters Lodge zu gewinnen. Der gab vor, sich nicht in innere Angelegenheiten Südvietnams einmischen zu können. Diệm und sein jüngerer Bruder Ngô Đình Nhu konnten durch unterirdische Geheimgänge zunächst fliehen. Später wurden sie jedoch von Suchtrupps aufgegriffen, verhaftet und ermordet. Beide wurden erschossen und mit Bajonetten erstochen, als sie in einem Militärfahrzeug transportiert wurden. Am nächsten Tag fand man sie in einem Lieferwagen.
Zur Entscheidung des Weißen Hauses, den Diktator Diệm zu opfern, soll beigetragen haben, dass er zuletzt direkten Kontakt zu Ho Chi Minh aufnehmen wollte, um die USA aus dem vietnamesischen Bürgerkrieg hinauszudrängen. Die amerikanische Führung drückte nach außen vorgeblich ihre Empörung über die Tötung aus.
Kennedy hatte seinen engen Vertrauten Torby Macdonald nach Südvietnam entsandt, der bei einem Treffen mit Diệm dringend zu Maßnahmen gegen die grassierende Korruption in dessen Regierung geraten hatte. Außerdem hatte er ihn vor möglichen Rebellen gewarnt und ihm empfohlen, sich in die sichere US-Botschaft zu begeben. Diệm ignorierte aber diese Warnung.
Entgegen den Hoffnungen der US-Regierung konnte das Land nach Diệms Tod allerdings nicht stabilisiert werden. Keiner der folgenden Regierungen gelang es, sich auf längere Zeit zu etablieren.